# Palacio de los condes de Vistahermosa
El palacio de los condes de Vistahermosa, también llamado palacio de Enrique de la Cuadra es un inmueble de la ciudad sevillana de Utrera que en la actualidad alberga su ayuntamiento.

## Historia
La construcción se inició  a fines del del siglo XVII por los condes de Vistahermosa, en el siglo XVIII continuaron las obras. En 1831 fue vendido a Simón Gibaxa, que al morir en 1877 lo dejó a su sobrino Enrique de la Cuadra, Marqués de San Marcial, un natural de la localidad, que transformó radicalmente su interior, construyendo opulentos salones, donde se situaron sus colecciones: restos arqueológicos, armaduras, pinturas y esculturas.

## Descripción
Es un edificio de dos plantas, con un típico exterior sobrio sevillano, pintado de blanco, con ventanas enmarcadas en la planta baja y balcones en la alta. La fachada presenta una portada principal con dos cuerpos, limitados por columnas barrocas y rematados en un frontón partido.
El interior es plenamente del siglo XIX. Tras la portada se llega a la escalera principal, de mármol de Carrara, que conduce a la planta principal, con el salón Pompeyano, antiguo comedor de verano, el salón Alemán, de  maderas nobles americanas, el salón Japonés, el salón Azul, antiguo salón de baile y el salón Árabe.
Contaba también con un jardín romántico, en el que se celebraban las grandes fiestas.